# 性分化疾患
性分化疾患（せいぶんかしっかん、英: disorders of sex development, DSDs）は「染色体、生殖腺、もしくは解剖学的に性の発達が先天的に非定型的である状態」を指す医学用語である。英語ではDSDと略されることが多い。

「性分化疾患」という単一の疾患があるわけではなく、アンドロゲン不応症や先天性副腎皮質過形成、卵精巣性性分化疾患、クラインフェルター症候群、ターナー症候群など、身体的性別に関する様々なレベルでの、約60種類以上の症候群・疾患群を包括する用語で、日本では以前までは「性分化異常症」「性発達障害」などと呼ばれていたものに当たる。

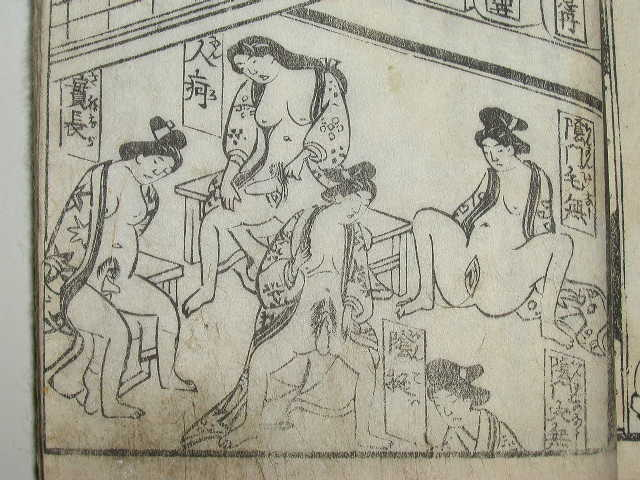
柳水亭種清『快淫水好傳』第三編。安政6年（1859年）。

性分化疾患のなかでも、出生時（第一次性徴）における性別の判別が難しい状態を指して半陰陽（英: hermaphrodite）もかつてよく用いられていたが、名称と実態が合っていないこともあり現在ではあまり使用されなくなってきているほか、権利運動などではインターセックス（英: intersex）という言葉が使われるようになっている（後述参照）。

## 用語の変遷と定義

### 性分化疾患 (DSDs)
性分化疾患 (disorders of sex development, DSDs) とは「染色体、性腺、または解剖学的性の発達が非典型的である先天的状態」を指す医学用語である。かつて使われていた仮性半陰陽 (pseudohermaphroditism)、半陰陽：雌雄同体 (hermaphroditism)といった用語や、性別を基盤とした診断学的ラベリングが特に議論を呼び、患者には蔑視的な意味が潜むものと感じられ、専門家や親などにとっては紛らわしいものであるため、臨床上の系統的な専門用語として提案されたものである。この用語は、ローソン・ウィルキンス小児内分泌科学会 (LWPES) や、アメリカ小児医学会 (AAP)、ヨーロッパ小児内分泌学協会 (ESPA)、当事者団体である北米インターセックス協会 (ISNA)、日本小児内分泌学会性分化委員会などのメンバー・専門家ら約40人以上が集まった2006年の国際会議において合意・採択された（シカゴコンセンサス）。
名称の変更案として半陰陽 (intersex) を「disorders of sex development (DSD)」、真性半陰陽 (true hermaphrodite) を「ovotesticular DSD」とする提唱がなされた。論文『我々はその人たちを半陰陽 (hermaphroditism) と呼んできた』において、筆者のヴィランは「DSDs」はインターセクシュアリティの同義語ではなく、「半陰陽：雌雄同体 (hermaphroditism)」を基にした医学用語を置き換えるものであると明確にしている。2009年10月、日本小児内分泌学会では、こうした状態の総称に「異常 (abnormality) や障害 (disorder) という言葉を使うべきではない」として「性分化疾患」を用いることを決定した。「disorders of sex development」の語には「半陰陽」「間性」などの持つ偏見を取り除き、人格全体でなく単に症状を指すことで当事者に受け入れられやすくし、医療を受けやすくするなどの狙いがあったが、当事者の受け止めは一様ではない。

### インターセックス (intersex)
インターセックス（英: intersex）という用語も包括的に広く使用されている。インターセックスという用語は、医学界で当事者に不名誉なかたちで医者に用いられてきたが、1980年代後半から、当事者の活動家たちは、この用語を医学的診断ではなくアイデンティティとコミュニティの意味として取り戻す運動を開始した。1993年にインターセックスの活動家のシェリル・チェイスによって「北米インターセックス協会（ISNA）」が設立された。
「Intersex Human Rights Australia」や「interACT」などのインターセックスの権利運動を展開する組織は「DSD（disorders of sex development）」の用語の使用に反対の立場をとっている。「interACT」は声明の中で、「DSD」の用語を一般的に使用することに反対するのは当事者が病理化されてしまうためであり、インターセックスの特性を持って生まれた各当事者が自分の身体や経験について話すときに自分が好む用語を使用する自主性を尊重し、「インターセックス」以外の用語の使用を禁止・批判したりするものではないと補足している。「インターセックス・アジア」も、インターセックスの人々を障害ではなく性的特徴の多様さとして認めるように声明を発表している。国際連合人権高等弁務官事務所でもインターセックスという用語を使っており、2024年4月にはインターセックスの人々の人権を侵害する差別・暴力・慣行を非難する初めての決議案の採択を可決した。

インターセックスという用語を受け止めていない当事者や組織も存在する。北米インターセックス協会に所属していた一部の人は、2008年には解散してintersexを冠さない新組織「Accord Alliance」に移行した。インターセックス・イニシアティヴ(Intersex Initiative, IPDX) は、「子どもの身体ではなく社会を変える」べきであるとして、インフォームド・コンセントを求めており、特に外科的な処置に対しては否定的であるが、
と、大多数が通常の男性もしくは女性の性同一性を持っているという現実とかけ離れた「男でも女でもない性」という印象を与える「インターセックス」との用語が与える弊害の大きさから、「disorders of sex development」という言葉に対しては慎重に中立を保ちながらも、
と、プラグマティックな意味で受け入れるという立場をとっている。インターセックス運動には「実際にはインターセックスでない人達が多く紛れ込んでいた」と、ある団体を示唆する一方で、DSDコンソーシアムの決定には「実際の患者の声はほとんど反映されず」「当事者団体のリーダーはその構成員を売り渡したと疑われ支持者の多くに失望されてしまった」としている。推進派・反対派のどちらも「子どものノーマライゼーション＝手術や投薬による矯正」を望んではおらず、ラベリングから逃れたいと望んでいることでは共通していると整理した上で、「disorders of sex development」という語は前進ではあるが問題も残るとして、個人的には「anomalies of sex development」という用語を好むとし、「disorders of sex development」は「医学的な側面を指す用語としては容認できる」が、IPDXとしては団体名なども含めて「『インターセックス』という言葉も使う」としている。インターセックスの性的特徴を持っていない人を意味する単語は「エンドセックス（endosex）」である。

### 半陰陽 (hermaphroditism)と両性具有
性分化疾患の旧称である半陰陽（はんいんよう、英: Intersexuality, Hermaphrod）は、現在では用いられなくなりつつある。半陰陽は、男女両方の性腺をもつものや外性器の性別が曖昧な卵精巣性性分化疾患、もしくは外性器が性腺の性と異なる仮性半陰陽（精巣組織に女性様性器を有する男性仮性半陰陽、卵巣組織に男性様性器を有する女性仮性半陰陽）を指す言葉である。この性質を持つ人を半陰陽者（はんいんようしゃ）、インターセクシュアルあるいはインターセクシャル（英: Intersexual、略称: IS）と呼称する場合もある。
もともと半陰陽もしくは両性具有（英: hermaphroditism）とは、20世紀に婦人科医のフランシスコ・ノイゲバウアー（de:Franciszek Ludwik Neugebauer）によって導入された解剖学的医学用語であった。
その後の医学の発展において、例えば女性仮性半陰陽の大部分が、先天性副腎皮質過形成の一部を構成する疾病群であることが判明するなど、病態生理が明らかになったり、1950年代以降可能となった染色体抽出によって明らかになっていった、性染色体の数と構成が非典型的であることに伴う疾病群が、20世紀時点での解剖学的概念に収まり切らなくなってきたことや、「半陰陽 (Hermaphroditus)」という用語が、完全な男性と完全な女性との両方を併せ持つという誤解を与えることから、特に患者間で問題視され、現在では用いられなくなりつつある。
日本ではふたなり（二形）、 はにわり（半月）などの呼称もあり古くよりその存在が知られていた。この他、半陰陽者のことを指して両性具有者（りょうせいぐゆうしゃ）、アンドロジニー (Androgyny)、アンドロギュノスあるいはアンドロジナス (Androgynous)、アンドロジン (Androgyne)、ギリシャ神話のヘルマプロディートスの名をとってヘルマプロディトス (Hermaphroditus)、ハーマフロダイトあるいはヘルマフロディーテ (Hermaphrodite) の呼称もある。

## 生物学的位置づけ
半陰陽の原因としては、性染色体に稀なものが見られる場合や、胎児の発達途中における母体のホルモン異常が引き起こす場合などがある。また、モザイク体と呼ばれる、性染色体の構成の異なる細胞を併せ持つ場合もある。不妊の原因となることがある。両性の性腺を兼ね備えたものを卵精巣性性分化疾患、遺伝子と外見とで性別の異なるものを、仮性半陰陽と呼び、後者は性腺上の性別によって、男性仮性半陰陽、女性仮性半陰陽として区別される。
身体的には、女性仮性半陰陽の場合、膣が塞がっている場合が多く、また陰核が通常よりも肥大し、これが男性器（ペニス）と間違われることがある。男性仮性半陰陽では、尿道下裂や停留睾丸を併せ持った状態のこともある。

### 卵精巣性性分化疾患
卵精巣性性分化疾患では、その性器の状態は人それぞれであり、またその要因は未だ解明されていない。人体に2つある性腺のどちらか一方が精巣、もう一方が卵巣である場合と、卵巣と精巣が混ざった卵精巣を性腺の一方もしくは両側とも有する場合に診断される。染色体構造は「46, XX」に次いで「46, XY」が多く、「46、XX/46、XYモザイク」も多い。仮性半陰陽と比べてもきわめて稀な症例とされ、半陰陽のなかで外性器異常を最も伴いやすい。
かつては真性半陰陽 (True hermaphrodite) と呼ばれたが、日本小児内分泌学会性分化委員会による2008年（平成20年）3月1日付けの「性分化異常症の管理に関する合意見解」において「 卵精巣性性分化疾患 (Ovotesticular DSD)」と呼称するようになった。
- 対称性真性半陰陽 Bilateral Hermaphroditism: 性腺の両側に、卵巣と精巣の混ざった卵精巣を有する
- 一側性真性半陰陽 Unilateral Hermaphroditism: 性腺の一方が卵巣または精巣で、もう一方に卵精巣を有する
- 両側性真性半陰陽 Lateral Hermaphroditism: 性腺の一方が卵巣、もう一方に精巣を有する

### 仮性半陰陽

#### 男性仮性半陰陽
精巣組織をもつが内性器または外性器が女性型
- テストステロン生合成障害：外性器の男性化異常
- アンドロゲン不応症：完全型の場合、外性器は女性型
- 5α-還元酵素欠損症：尿道下裂
- ミュラー管遺存症候群：外性器は完全に男性型だが子宮と卵管を有する（もっとも、正常男性にも、前立腺小室、または男子子宮、男子膣はある）
- 17β-ヒドロキシステロイド脱水素酵素欠損症[29]

#### 女性仮性半陰陽
卵巣組織をもつが陰核肥大などの男性化性器を有する
- 先天性副腎過形成
- 水酸化酵素欠損症
- 男性ホルモン産生腫瘍
- 非進行性女性仮性半陰陽

#### 仮性半陰陽の発生要因
仮性半陰陽の発生は、その根本的な原因は様々であるが、少なくとも男性ホルモンが関係しているとされる。
胎児における外性器の分化は、染色体や遺伝子ではなく男性ホルモンの働きによる。外性器の発生する時期にこれが働くことで外性器は男性化を起こし、それがなければ未分化、すなわち女性的な外性器の状態を示す。遺伝子上は男性であっても、睾丸が男性ホルモンを分泌しない、細胞が男性ホルモンに反応しないなどで外性器が完全には男性化しない、あるいは、遺伝子上は女性であっても母体などからの男性ホルモンの影響で外性器の男性化が起こるといわれている。

#### 二次性徴
半陰陽の根本的な原因により、第二次性徴の表れ方は様々である。性腺の働きが正常で遺伝子的な異常のない、単純な外性器の発達不全の場合には、第二次性徴期に通常に性ホルモンが分泌され、（外見とは逆の）本来の二次性徴が発現するといわれ、この場合にはこの肉体的変化で気付くことが多い。また、男性仮性半陰陽の中で、睾丸が女性ホルモンのみを分泌する場合には、女性としては十分とはいえないまでも乳房の発達が起こるとされ、この様な場合には男性ホルモンが働かないために陰毛などが発生しないともいわれる。

### 自己・周囲の認知
仮性半陰陽の場合、外見的には表に出ている男性または女性そのものであることも少なくないため、周囲はおろか当人も全くそれに気づかない場合もある。精巣や卵巣も形成され、たとえ遺伝子情報のそれと反していても、外見通りの性別に成人する。たとえば遺伝子は男性だが女性の形態をとる男性仮性半陰陽の場合、本人もそれと知らずに結婚、一生を女性として過ごすこともある。ただしこの場合、膣はあるものの子宮が痕跡的で少なくとも機能しないため、自然な妊娠はできない。少なくとも現在のところ、男性仮性半陰陽の女性が出産にまで至った事例は知られていない。

## 性分化疾患の一覧
性分化疾患とは単一の疾患を指すのではなく、約60種類以上ある疾患群の包括用語に過ぎない。以下は代表的なものを挙げる。

### 内分泌異常による性分化疾患

#### 先天性副腎皮質過形成
性別不明外性器で最も多い（70～80%）のが先天性副腎皮質過形成 (CAH)。常染色体劣性遺伝を取る。副腎皮質のはたらきの異常によりコルチゾールやアルドステロンが低下し、アンドロゲンが過剰に分泌される内分泌系の疾患。そのほとんどが21水酸化酵素欠損症。男児女児合わせて約5,000～15,000人に1人の頻度で見られる。XX女児においては、内性器の構造は女性のものであるが、外性器の一部がどちらかというと男性様の外見になる場合がある。XY男児の場合は思春期早発症が見られることがある。男児女児とも、治療を行わないと早い時期に発育が停止し、新生児期より副腎不全が発生するため、適切な治療を行わないと死亡してしまう。XX女児の思春期以降の性別違和感は、女性として育てた場合4.6%、男性として育てた場合21.4%。

#### アンドロゲン不応症
染色体はXYでアンドロゲンが分泌されるが、アンドロゲン受容体が働かないため、外見・外性器共に女性型となるが、内性器は未分化な精巣であり、思春期以降の無月経などで判明することが多い。受容体がすべて働かない型を完全型アンドロゲン不応症 (CAIS)、一部のみ働く型を部分型アンドロゲン不応症 (PAIS) と言う。発生頻度はCAISは13,000人に1人、PAISは130,000人に1人の割合。どちらもX染色体由来の伴性遺伝形式をとる。不完全性アンドロゲン不応症で、誕生時に性別不明外性器の場合、男性として育てられることもある。思春期以降の性別違和感は、女性として育てられたCAISでは0%（男性として育てられた者はいない）、女性として育てられたPAISでは10.9%、男性として育てられたPAISでは14.3%。アンドロゲン不応症に限らず、性分化疾患では性腺腫瘍が正常に比べ起こりやすいが、アンドロゲン不応症は悪性化リスクがCAISとPAISで大きく異なり、CAISが悪性化が2%程度の低リスク群なのに対し、PAISの特に腹腔内に停留精巣があるグループは悪性化が50%近くに達する高リスク群である（PAISの陰嚢があってそこに精巣があるグループは数値は不明だが中間リスク群と考えられている）。

#### 5α還元酵素欠損症
テストステロンをジヒドロテストステロンに変換するための5α還元酵素（5α-レダクターゼ）を欠くために、XY染色体を持つ個体が胎内で男性化せず女性型として生まれる。たいていは気付かれず女性として育てられるが、二次性徴ではほぼ100％が男性化し、約60％は成人後男性として生活している12歳以上の患者のデータでは男性として養育された26人の性別違和は0（性自認も男性）だったが、女性として養育された117人中69人（59.0%）は性別違和があったという物がある。
ドミニカ共和国のサリーナス村等での発生頻度が多い。それら地域の部族では文化的に男性にならなければならないとしているところがある。

#### カルマン症候群
ゴナドトロピンの欠如のため、思春期の第二次性徴が見られないか、不完全となる。また、嗅覚の機能障害、腎形成異常、難聴などが合併症として生じる。

### 性腺異常による性分化疾患

#### 混合性腺形成不全
性腺が精巣もしくは卵巣に分化仕切れていない状態を指す。性染色体は45X0/46XYのモザイクが多い。発生頻度は不明。未分化性腺の悪性腫瘍化のリスクは、Y染色体の一部であるTSPY(tesus_specinc prOtein Y encoded)が存在し、なおかつ停留精巣だと高リスク群で約50%に達する。（精巣が陰嚢内だと中間リスク群）。

#### 卵精巣性性分化疾患
卵巣と精巣の両方の組織を含む性腺を持つ状態。発生頻度は83,000人中1人の割合。ほとんどのケースで養育性の性自認を獲得する。性腺の悪性化リスクは低リスク群で3％ほど。

### 性器異常による性分化疾患

#### メイヤー・ロキタンスキー・クスター・ハウザー症候群 (MRKH)
先天性膣欠損症とも呼ばれる。XX女性で他の性器は通常だが、内性器である膣・子宮が欠如している状態。発生頻度は女性の4,000～5,000人に1人の割合。性自認は全員が女性の自認を持つ。

#### 尿道下裂
男児の尿道口が陰茎の先端に位置していない状態。程度によっては立位排尿が困難になりうる。軽度のものは性分化疾患に分類されないが、尿道が陰嚢に位置しており陰茎の形状にも異常がみられるなどの、重度の形態のみ性分化疾患に分類される。外性器以外は通常の男性と変わらない機能を有するため、生殖能力は保たれる。

#### 二分陰嚢
男児の中程度以上の尿道下裂に合併しやすい外観的異常として知られる。

#### 陰茎前位陰嚢
二分陰嚢よりも高度な外観的異常であり、近位尿道下裂などで見られる。

#### 総排泄腔外反症
先天性下腹壁・外陰形成不全症で、肛門および内性器・外性器異常を伴いやすい。
46XYのこの患者で女児として育てられた患者は多様な性同一性アウトカムを示し、約28.6％は性別に違和を感じたが65％以上は女性として生活した。一方、男児として育てられた場合の性別違和は0％だった。

### 染色体異常による性分化疾患

#### クラインフェルター症候群
通常の男性の性染色体は「XY」であるが、これにX染色体が1つ多く「XXY」となっている。一般に染色体すべてを総合して「47, XXY」と表現される。さらにX染色体が二つ以上多い「XXXY」等もある。過剰なX染色体が多いほど障害の傾向も強い。XXY染色体の発生頻度は1,000人中1人の割合だが、X染色体の数の異常があればクラインフェルター症候群の症状が高確率で出るわけではなく、この組み合わせの染色体を持ちながら症状が全く出ないケースの方が多い。通常の男性器を持って生まれ、通常の二次性徴を経験するため気づかれない場合が多いが、乳房発達や不妊傾向が見られ、不妊検査などで判明することが多い。性自認は大多数が通常男性だが、性同一性障害を伴う人もいる。

#### ターナー症候群
染色体異常症のうちの異数性の一つ。配偶子形成時の減数分裂過程での染色体不分離により、X染色体が1本少ないことによる。正常女性核型は46,XXとX染色体が2本あるのに対して、X染色体が少なく45,Xとなる。しかしながら、実際には45,Xだけではなく、X染色体の構造異常によりX短腕が欠失した核型も稀ではなく、46,X,i(Xq)やマーカー染色体などがモザイクで存在する場合も多い。新生児期の四肢の浮腫、先天性心疾患。小児期の低身長。思春期の無月経で判明する。発生頻度は2010年のデータで新生女児の約2500人に1人、もしくは女児1000人に1人。性自認は主に女性。

## 診断と治療
日本で外性器異常の子どもが生まれた場合の対応については、日本小児内分泌学会 性分化・副腎疾患委員会が診断フローや治療の方針をまとめている。性分化疾患の原因となる疾患を見つけるために必要な検査は、一般的な血液・尿検査に加えて、内分泌検査（ホルモン負荷試験など）、画像検査（MRIやエコーや造影など）、外科的検査（腹腔内を観察する内視鏡など）、染色体検査、遺伝子検査などがあり、必要な項目を選択して行う。副腎疾患は，ステロイドホルモンを補い、性ホルモンの不足には，思春期の適当な年齢から性ホルモンの補充を行う。外陰部形成術は1歳半～2歳までに終了するのが望ましいとされるが高度の尿道下裂などは複数回の手術が必要となる。また思春期年齢での再確認が必要で，再手術が必要なことが多い。
当事者団体では、半陰陽の状態を持つ子供が生まれた場合、即座の形成手術は健康的な問題を含まない限り避けられるべきで、かつ、男性女性どちらかで養育するように推奨している。ただし、後々で明確になる本人の性自認は尊重すべきであり、成長に合わせた柔軟性も必要である。モントリオール宣言やジョグジャカルタ原則第18原則は特にこうした十分なインフォームド・コンセントの伴わない医療介入から児童が保護される必要性を訴えている。
手術の問題点としては、説明が十分になされないゆえのアイデンティティの危機、性感帯の切除による満足の減少、また、ホルモンの減少によって骨粗鬆症になりやすくなる、精神が不安定になる場合がある。骨粗鬆症に関しては、生来的なホルモン不足により起こることがほとんどで、その上ではホルモン投与などの治療はむしろ推奨される。

## 法的対応
出生直後に外見上の性別が不明瞭である場合、出生届等で性別留保という手続きをすれば戸籍には性別は記載されない。また、一度登録した戸籍性を出生時の性別判断の誤である「性別錯誤」としてもう一方の性に訂正することが可能であるが、性別錯誤に該当するものは染色体の性と反対の性を登録された場合に染色体の性と同様の性に訂正することに限られるなど、その適用範囲は狭い。

## LGBTとの関係

インターセックスを包括したプログレス・プライド・フラッグ

性的指向について「Intersex Human Rights Australia」の報告によれば、回答者（複数回答可）の48％が異性愛者であると述べ、22％がバイセクシュアルを選択し、15％がクィアであった。また、アセクシュアルは10％、パンセクシュアルも10％、ラベル無しを好むと答えた人も10％いた。このデータから、非典型的な生殖・性的構造を持って生まれた人は典型的な人よりも性的指向については性的少数者である（異性愛者でない）割合が高いことがわかっている。
性分化疾患を有する人の中で、自らを「男性でも女性でもない性」「中性」「第三の性」と認識する人は少数であり、性分化疾患を「中性」などと一括りに称することは誤解を招く恐れがある。
2004年から2005年にかけてドイツで行われた大規模調査では、性分化疾患当事者439人のうち、自らを「男でも女でもない」とした人は9人で、残りの430人は通常の男性か女性のジェンダー・アイデンティティを報告している。一方でより最新の調査として「Intersex Human Rights Australia」の2015年の報告によれば、ジェンダーについて回答者の52％が女性であり、23％が男性であり、25％が他のさまざまなオプションを選択した。この結果から、4分の1は「女性または男性」以外の性別マーカーまたは性同一性（ノンバイナリーなど）を示していることがわかっている。
LGBTにインターセックスの「I」を加えて「LGBTI」と表記する場合もある。2021年にはインターセックスのコラムニストであるヴァレンティノ・ベキエッティが、既存のレインボープライド・フラッグにインターセックス・プライド・フラッグのデザインを加えた新しい表現を提案し、その旗の新デザインは普及していった。

## フィクション
- 寺内大吉の小説、『すぷりんたあ』を原作とした映画、「セックス・チェック 第二の性」は、「半陰陽」と宣告された実業団女子短距離選手を主人公とする。
- 帚木蓬生の小説、「インターセックス」は、性分化疾患を題材とした小説。（2008年8月 集英社 / 2011年8月 集英社文庫）
- 新井祥『性別が、ない！』
- 六花チヨ『IS〜男でも女でもない性〜』